# Чезаровское среднее
Чезаровское среднее (среднее по Чезаро) — среднее арифметическое частичных сумм первых {\displaystyle n} членов заданной последовательности {\displaystyle \{a_{n}\}}:
{\displaystyle c_{n}={\frac {1}{n}}\sum _{i=1}^{n}s_{i}}
где {\displaystyle s_{n}} — частичные суммы ряда:
{\displaystyle s_{n}=\sum _{i=1}^{n}a_{i}}
Названо в честь итальянского математика Эрнесто Чезаро.
Основной результат теории чезаровских средних — теорема Штольца — утверждает, что если существует предел последовательности частичных сумм {\displaystyle s_{n}}, то также существует предел последовательности {\displaystyle c_{n}}, и они равны:
{\displaystyle \exists \lim _{n\to \infty }s_{n}=\lim _{n\to \infty }\sum _{i=1}^{n}a_{i}=A\Rightarrow \exists \lim _{n\to \infty }c_{n}=A}.
Тем самым, операция взятия чезаровского среднего обладает свойством регулярности — сохраняет свойство сходимости последовательности и её предел. В то же время, существует множество примеров, когда исходная последовательность не имеет предела, а её чезаровские средние сходятся. (Например, последовательность {\displaystyle a_{n}=(-1)^{n}}.) Это позволяет использовать чезаровские средние как один из методов суммирования расходящихся рядов.